# 제40보병사단 (미국)
제40보병사단(영어: 40th Infantry Division)은 캘리포니아 육군 국가방위대 소속 미국 육군의 보병사단이다. 오세아니아와 미국 서부지역을 방어하는 사단이며 주둔지는 미국 캘리포니아주 로스 알라티모스 합동군훈련기지이다. 제1차 세계 대전이 끝나고 캘리포니아주, 네바다주, 유타주로 재편성되었으며 제2차 세계 대전에도 참전했다. 후에 한국 전쟁에 참여하였으며 이들 중 일부는 베트남 전쟁에 참전했다. 현재는 캘리포니아주, 오레건 주, 하와이주, 애리조나주, 워싱턴주, 알래스카주, 뉴멕시코주, 인디애나주, 네브레스카 산맥, 유타주, 괌, 마리아나 제도에서 훈련 및 관할을 맡는다.

## 역사
2019년 6월 7일, 미국 국방부는 제40보병사단에 미국 육군 최초의 여군 사단장을 지명하였다. 육군 주방위군 소속의 로라 L. 예거( Laura L. Yeager) 준장은 6월 29일에 미국 북부사령부의 JTF 노스(Joint Task Force North) 사령관 직위를 이임하고 제40보병사단장으로 취임한다. 그는 옛날에도 제40전투항공여단, 제140항공연대 3대대에서 대대장으로 근무하였고, 2011년에는 제40항공여단 부여단장으로서 이라크에 순환 배치되었다.

## 편성
- 제40보병사단 본부 및 본부대대
- 제28보병여단전투단, 하와이 육군 국가방위대
- 제41보병여단전투단, 오리건 육군 국가방위대
- 제79보병여단전투단, 캘리포니아 육군 국가방위대
- 제40보병사단 포병대
- 제40전투항공여단; 1986년 9월 30일 ~ 현재[3]
- 제40보병사단 지원여단 (옛 제224지원여단)

## 참고

### 인용
1. ↑  “Special Designation Listing”. Center of Military History. 2010년 4월 21일. 2010년 6월 9일에 원본 문서에서 보존된 문서. 2010년 7월 14일에 확인함.
2. ↑  Matthew Cox (2019년 6월 7일). “Army Selects First Female General to Command Infantry Division”. 《Military.com》 (영어). 2019년 6월 16일에 확인함.
3. ↑  “Headquarters and Headquarters Company, Combat Aviation Brigade, 40th Infantry Division - Lineage and Honors - U.S. Army Center of Military History”. 《www.history.army.mil》. 2017년 5월 19일. 2017년 7월 1일에 원본 문서에서 보존된 문서. 2019년 6월 16일에 확인함.

### 자료
- “California Militia and National Guard Histories - 40th Infantry Division”. 《militarymuseum.org》 (영어). California Military Department. 2018년 6월 25일. 2019년 6월 16일에 확인함.